# 후쿠오카시 미술관
후쿠오카시 미술관(福岡市美術館)은 일본 후쿠오카현 후쿠오카시 주오구 오호리 공원 내에 있는 미술관이다. 2019년 3월 21일, 약 2년 반에 걸친 장기 리뉴얼 공사를 거쳐 재개되었다.